# آنا ليوبولدوفنا
آنا ليوبولدوفنا (الروسية:А́нна Леопо́льдовна؛ 18 ديسمبر 1718 - 19 مارس 1746)؛ ولدت باسم إليزابيث كريستينه من مكلنبورغ-شفيرين، وأيضا عرفت باسم آنا كارلوفنا (А́нна Ка́рловна)؛ خلال وصايتها على ابنها الإمبراطور إيفان السادس في 1741.

## السيرة الذاتية
ولدت آنا ليوبولدوفنا في روستوك، دوقية مكلنبورغ-شفيرين بحيث أنها ابنة الوحيدة لـ كارل ليوبولد وزوجته ايكاترينا من روسيا ابنة الكبرى لـ إيفان الخامس قيصر روسيا الأخ الأكبر والحاكم المشترك مع شقيقه بطرس الأكبر، وبسبب أن إيفان كان يُعاني من توازن عقلي وكان غير لائق للحكم؛ بذلك أُعتبرت كل السلطة في يد بطرس الأكبر، الذي كان بمثابة الوالد لها وبحث عن كل اهتماماتها طوال حياتها.
كانت ايكاترينا الزوجة الثالثة لكارل ليوبولد الذي طلق كلاً زوجتيه السابقتين بعد زواج قصير للغاية (أقل من عامين لكل منهما)، كانت ايكاترينا هي الزوجة الوحيدة التي أنجبت له طفل، وكانت إليزابيث هي الطفلة الوحيدة، في 1721 مع بلوغ السن الثالثة أصبحت والدتها حاملاً للمرة الثانية، ولكن الطفل أصبح ميتاً وبحلول ذاك الوقت أصبح الزواج صعباً وفي ورطة، فرت ايكاترينا بصبحة ابنتها إليزابيث نحو بلاط عمها بطرس الأكبر في سان بطرسبرغ، وبذلك نشأت إليزابيث في روسيا لبقية حياتها، وكان لها اتصال بسيط مع والدها في ألمانيا.

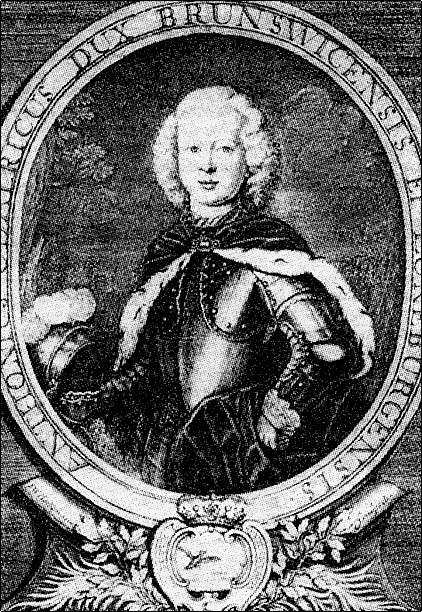
زوجها أنطون أولريخ

مع وفاة بطرس الثاني المفاجئة في 1730 أخر عضو ذكر في أسرة رومانوف، بدأت المناقشات حول من سيرث العرش، كانت والدتها من المرشحين المحتملين، ومع ذلك قد تم تمرير العرش ولعدة أسباب إلى خالتها الصغرى آنا إيفانوفنا التي أصبحت الإمبراطورة الجديدة ومع ذلك كانت أرملة وبلا أبناء مع شقيقة واحدة على قيد الحياة ايكاترينا، وكانت إليزابيث ابنة الوحيدة لايكاترينا وبذلك كان منصبها مهما جداً في البلاط، ومع ذلك في 1733 تحولت إليزابيث إلى الكنيسة الروسية الأرثوذكسية وحصلت على اسم آنا ليوبولدوفنا تكريماً لخالتها آنا إيفانوفنا ووالدها كارل ليوبولد دوق مكلنبورغ-شفيرين، ومع اعتناقها المذهب الأرثوذكسي أصبحت مقبولة في أن تصبح وريثة العرش، ولكنها لم تعلن كذلك أبداً من قبل خالتها، ومع عام 1739 أصبحت متزوجة من الدوق أنطون أولريخ من براونشفايغ-فولفنبوتل ابن شقيقة الإمبراطورة إليزابيث كريستين وذلك لتعزيز علاقات بين النمسا وروسيا، أصبح أنطون أولريخ يعيش في روسيا منذ 1733 وذلك لتعرف على زوجته المستقبلية مع بعضهم البعض بشكل أفضل.
في 5 أكتوبر 1740 تبنت الإمبراطورة آنا ابنهما الوليد إيفان وأعلن كوريث للعرش الروسي، وفي 28 أكتوبر بعد بضعة أسابيع من الإعلان توفيت الإمبراطورة، تاركة التوجيهات بشأن الوصاية لمقربها إرنست بيرون دوق كورلاند، ومع ذلك بيرون جعل نفسه هدفاً للشعب الروسي، وأيضا هدد بنفيها هي وزوجها نحو ألمانيا، ومع ذلك لم تجد صعوبة في الانقلاب عليه والإطاحة به، وبذلك تولت الوصاية في 8 نوفمبر، وحصلت على لقب الدوقة الكبرى، تم القبض على بيرون وتجلى أمام قدميها بالعفو عن حياته.

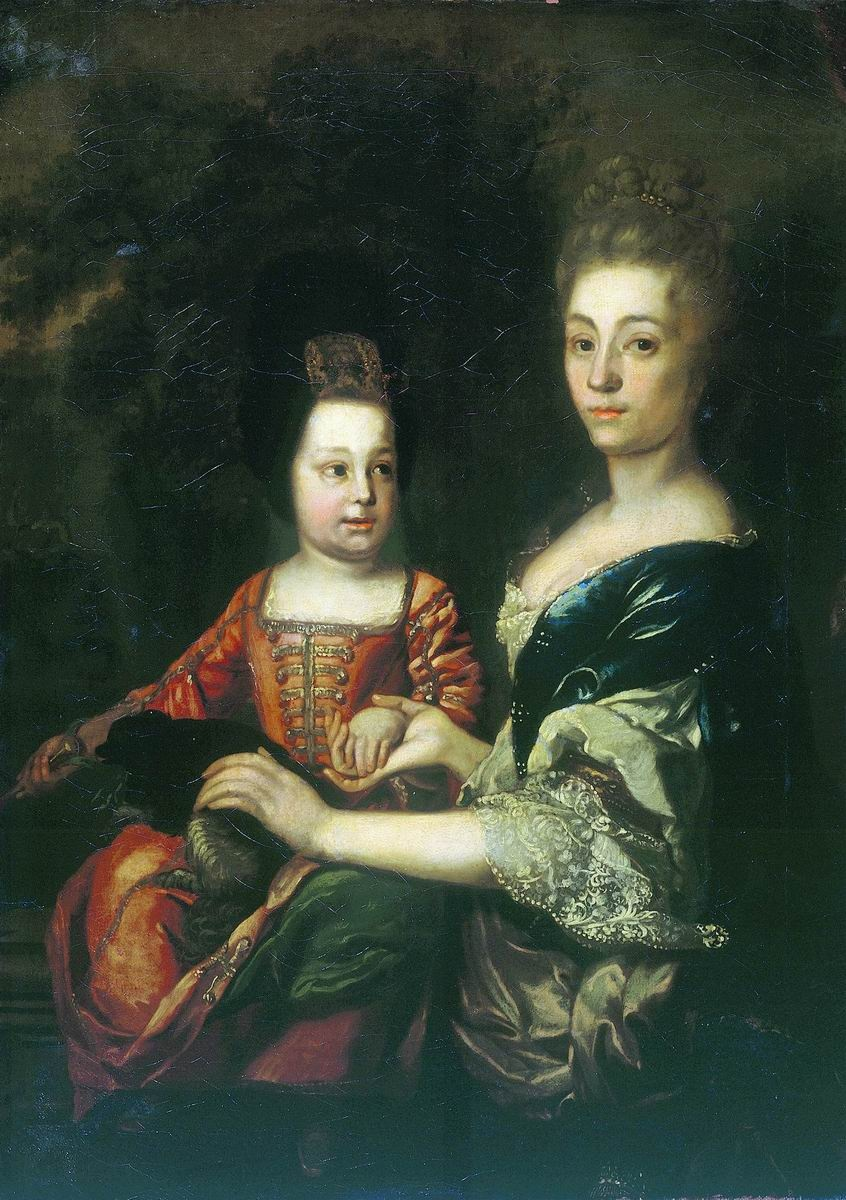
مقربتها جولين فون ميندغنا حاملة الإمبراطور الصغير إيفان السادس.

كانت آنا تعرف القليل عن شخصيات التي كان يجب التعامل معهم، لم تكن التعرف عن اتفاقات الحكومية وسياساتها، وكانت تتشاجر بسرعة مع مؤيديها الرئيسيين، ويقال عنها أجرت تحقيقاً في صناعة ملابس الجيش عندما وجد أن الزي الرسمي للجيش كان ذو جودة رديئة، وعندما كشف التحقيق عن الظروف غير الإنسانية، أصدرت مراسيم تقضي بالحد الأدنى للأجور والحد الأقصى لساعات العمل في تلك الصناعة، فضلاً عن إنشاء منشآت طبية في كل مصانع الملابس، وأيضا قادت انتصار باهراً على الإمبراطورية السويدية في معركة فيلمانستراند.
كانت آنا لديها علاقة حميمة مع مقربتها جوليا فون ميندغنا ومع السفير السكسوني الكونت موريتس تسو لينار، في حين بذل زوجها قصارى جهده لتجاهل علاقاتها الغرامية فبعد أن أصبحت الوصية تم تهميش أنطون أولريخ بحيث أُجبر للنوم في قصر أخر، وإما هي أخذت للنوم إما مع ميندغنا أو لينار أو مع بعضهم، وعلى مايبدو أن الدوق الأكبر كان يشتكي بأنه مكتئب ولكنه دوما يتم إرساله إلى نقطة مجهولة، اقترحت آنا تزويج لينار من ميندغنا لتوحيد الشخصين الأقرب لها في العالم معاً، ومع ذلك تسبب علاقتها الحميمة مع ميندغنا في إثارة للاشمئزاز في روسيا.
في ديسمبر 1741 دبرت قريبتها إليزافيتا بيوتروفنا بدعم من بعض الحرس الإمبراطوري انقلاباً على الإمبراطور الصغير إيفان وأيد سفيرا فرنسا والسويد انقلاب إليزافيتا من خلال رشوة العديد من الضباط الحرس الإمبراطوري، بحيث أن سياسات آنا كانت موالية للبريطانيين والنمساويين.
قاد النظام الجديد آنا وأسرتها ومعها الإمبراطور المخلوع نحو داوغافغريفا بالقرب من ريغا، ولكن مع مؤامرة في 1744 تم نفيهم مرة أُخرى إلى خولموغوري على البحر الأبيض وتم فصل الإمبراطور المخلوع عنهم ولم يروه مرة أُخرى أبداً، توفيت آنا في نهاية المطاف بسبب حمى النفاس في 19 مارس 1746 بعد تسعة أيام من ولادة ابنها الأخير أليكسي بعد أربعة سنوات من الحبس، في حين بقيت أسرتها مسجونة لفترة طويلة، وبعد ثمانية عشر سنة في ليلة 25 يوليو 1764 قُتل ابنها البكر في قلعة شليسلبورغ بعد حياكة مؤامرة تحاول تحريره من معتقله، وبعد 10 سنوات من مقتل ابنها توفي زوجها أيضا في خولموغوري بعد أن أصبح أعمى في 4 مايو 1774، وبعد ثمانية سنوات في 30 يونيو 1780 تم تحرير أبنائها المتبقيين ليعيشوا عند عمتهم ملكة الدنمارك-النرويج الأرملة واستقروا في هورسينس بـ يوتلاند بحيث عاشوا في راحة نسيباً تحت الإقامة الجبرية لبقية حياتهم تحت وصاية عمتهم وعلى حساب الإمبراطورة ايكاترينا الثانية، أكبرهم فقط ولدت قبل اعتقال بضعة شهور واقتيدت مع عائلتها إلى الحبس، في حين الثلاثة الأخرون ولدواً جميعاً أثناء الأسر وبالتالي لم يعتادوا على الحياة الاجتماعية، وحتى بعد حصولهم على الحرية لم يتمكنوا على اتصال مع أشخاص خارج بلاطهم، جميع أبنائها لم يتزوج قط، وبالتالي لم يتركوا ذرية.

## الذرية
انجبت آنا لأنطون خمسة أبناء:-

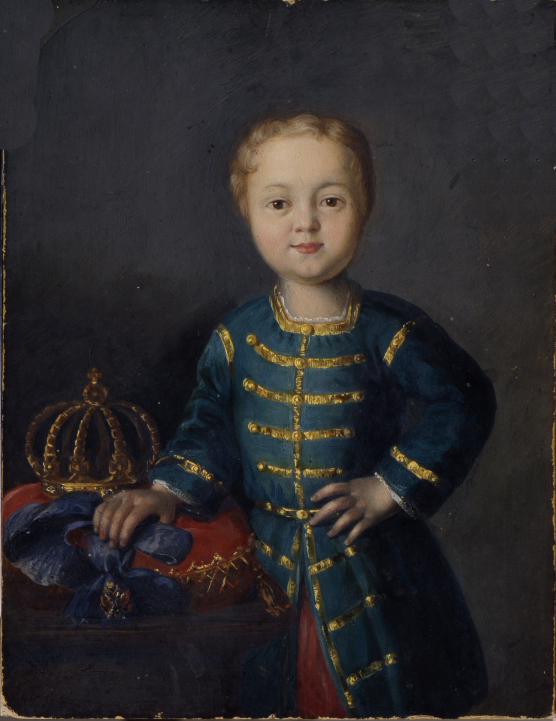
إيفان السادس

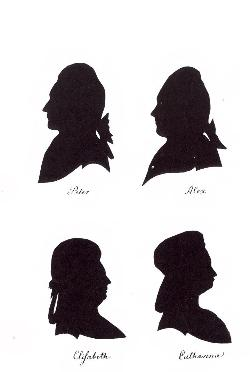
صور ظلية لأبنائها الرابعة:إيكاترينا، إليزافيتا، بيتر، أليكسي.

- إيفان السادس (1740-1764)؛ إمبراطور روسيا لفترة قصير.
- ايكاترينا أنطونوفنا (1741-1708)؛ أطلق سراحها في 1780، وعاشت ما تبقت من حياتها في الدنمارك.
- إليزافيتا أنطونوفنا (1743-1782)؛ أطلق سراحها في 1780، وعاشت ما تبقت من حياتها في الدنمارك.
- بيوتر أنطونوفيتش (1745-1798)؛ أطلق سراحه في 1780، وعاش ما تبقى من حياته في الدنمارك.
- أليكسي أنطونوفيتش (1746-1787)؛ أطلق سراحه في 1780، وعاش ما تبقى من حياته في الدنمارك.